# Довнер, Юлиан Францевич
Юлиа́н Фра́нцевич До́внер (1910, Минск — 1956, Красноярск) — советский оператор документального и научно-популярного кино, фронтовой кинооператор в годы Великой Отечественной войны.

## Биография
Родился в Минске (ныне — Белоруссия) в многодетной семье. Отец работал на железнодорожной станции «Минск», мать была домохозяйкой. С 1921 года обучался в общеобразовательной средней школе при железной дороге, в период 1927—1930 годов занимался в вечерней школе, параллельно работал, сперва чернорабочим Мингоркомхоза, затем жестянщиком на заводе «Возрождение». С юношеских лет интересовался фотографией и живописью, в 1930 году это привело его в Москву в Государственный институт кинематографии (с 1934 года — Высший государственный институт кинематографии). После окончания операторского факультета института в 1936 году с мае того же года принят на киностудию «Мостехфильм», был вторым оператором на фильме «Путь свободен» (1938). В 1938 году переводится на «Сибтехфильм» в Новосибирск. В 1939 году перешёл на Новосибирскую студию хроникально-документальных фильмов.
Из-за начавшейся войны в сентябре 1941 года Политуправлением Забайкальского военного округа призван в Красную армию. С сентября 1942 года зачислен в киногруппу Забайкальского военного округа, где выполнял обязанности ассистента оператора. После расформирования киногруппы ЗАБВО в апреле 1943 года вновь на студии кинохроники. Неоднократно обращался в письмах и телеграммах в Главкинохронику с просьбой о переводе в действующую фронтовую группу. После письма на имя начальника Кинокомитета СССР И. Г. Большакова в сентябре 1943 года включён в резерв операторов, а уже с декабря работал в киногруппе Западного фронта, а в дальнейшем и 3-го Белорусского.
В материал о сражениях на «Витебском направлении» на его долю выпало снять действия разведки, пехоты и пулемётчиков.
В июле 1944 года, представляя подчинённого к первой правительственной награде, начальник киногруппы А. И. Медведкин характеризовал его как оператора, способного в условиях боя проявить отвагу.
Адаптация к съёмкам в боевых условиях наступила не сразу. В фондах Российского государственного архива литературы и искусства есть и неодобрительный отзыв:

В самостоятельных съёмках не может дать нужного боевого материала. Творческая инициатива и изобретательность отсутствуют. За последний месяц ничем себя не проявил. Им снято 900 м.
— зам. начальника киногруппы 3 Белорусского фронта инженер-майор Гуляев, 4 марта 1945
тов. Довнер — среди кинооператоров выделяется бесстрашием и мужеством при съёмках боевых операций.
В паре с М. Беровым снимал эвакуированных гражданских немцев в Восточной Пруссии, во время зимнего наступления Красной армии на Кёнигсберг — танковые бои. В марте 1945 года во время одной из танковых атак, находясь с танковым десантом и снимая с одного из них, получил осколочное ранение руки и головы.
Из служебной характеристики от 27 марта 1945 года:

…оператор хорошо ориентировался в боевой обстановке, проявляя хладнокровие и мужество при съёмках на линии огня. Эти качества он продолжал демонстрировать вплоть до последнего времени.
В настоящий момент т. Довнер выбыл из строя после тяжёлого ранения и находится в госпитале. Работа оператора прервалась во время несомненного творческого подъёма, когда оператор давал ценные образцы боевого репортажа.
— И. О. Начальника фронтового отдела ЦСДФ В. Штатланд
Редактор Л. Браславский
Вернулся на передовую через месяц после излечения. Окончил войну в звании капитана. Остался беспартийным.
С августа 1945 года — оператор на киностудии «Советская Беларусь» (с 1946 года — «Беларусьфильм»). Был подвергнут «необоснованной критике со стороны коллег по операторскому цеху за недобросовестное выполнение своих профессиональных обязанностей».
Из-за ухудшения здоровья лечился в Могилёвском госпитале для инвалидов Великой Отечественной войны. С весны 1947 года работал на Восточно-Сибирской студии кинохроники, оставался там как минимум до 1955 года. По другой версии начал работать на Восточно-Сибирской студии кинохроники в 1955 году.
Автор сюжетов для кинопериодики: «Восточная Сибирь», «Савецкая Белорусь», «Сибирь на экране», «Союзкиножурнал».
В 1956 году, находясь в командировке в Красноярске, скончался от последствий полученных фронтовых ранений.

### Семья
Был женат, дочь — Людмила Юлиановна Малицкая (урождённая Довнер; род. 1947), химик-технолог, автор изобретений и научных публикаций Белорусского государственного технологического университета.
- брат — Пётр Францевич Довнер, работал на Минском заводе имени К. Е. Ворошилова (ныне — ОАО «МЗОР»), в годы войны работал в эвакуации[1];
- брат — Франц Францевич Довнер, после освобождения Минска и возвращения из эвакуации работал инспектором-поверителем меры весов по БССР[1];
- брат — В[неразборчиво]ий Францевич Довнер, убит немцами в годы войны[1];
- брат — Анатолий Францевич Довнер (1916 — ? ), красноармеец, участник войны[1][24].

## Избранная фильмография
- 1937 — Вездеход
- 1939 — Корь (совместно с Б. Жилиным)
- 1939 — Электрический отбойный молоток (совместно с Л. Сазоновым)
- 1943 — На Забайкальских рубежах (в соавторстве)
- 1944 — В Восточной Пруссии (фронтовой спецвыпуск № 11) (в соавторстве)
- 1945 — Кёнигсберг (фронтовой спецвыпуск № 6) (в соавторстве)
- 1945 — Освобождение Советской Белоруссии (в соавторстве)
- 1945 — Процесс над немцами в Белоруссии (в соавторстве)

## Награды и звания
- орден Красной Звезды (18 августа 1944)[11];
- орден Отечественной войны I степени (14 апреля 1945)[7];
- медаль «За победу над Германией в Великой Отечественной войне 1941—1945 гг.»[10];
- медали СССР[25].

## Комментарии
1. ↑  Причиной перевода в Сибирь было отсутствие у Довнера жилплощади в Москве, о чём он упоминает в письме начальнику Кинокомитета СССР И. Г. Большакову, содержащем просьбу откомандировать его во фронтовую киногруппу в августе 1943 года[6].
2. ↑  Тогда же под Витебском получил первое пулевое ранение[10]. В заключении московского начальства Главкинохроники от 18 марта 1944 года о киноматериале по Витебской наступательной операции упоминается и работа Довнера:
Если бы Довнер полнее и ярче снял пехоту и разведчиков — картина получилась бы очень убедительная. Лучше сняты им пулемётчики на огневой позиции.Нач. фронтовых групп Главкинохроники Трояновский
Редактор Шпиковский[9]
3. ↑  Из документа, хранящегося в ГЦМК:На подступах к Кёнигсбергу выбыл из строя контуженный Довнер. Его я отыскал в госпитале, откуда его уже отправляли в тыл.начальник киногруппы 3-го Белорусского фронта А. И. Медведкин[15]
4. ↑  По другой версии Довнер оказался одной из жертв «национальной» политики Н. Ф. Садковича, назначенного министром кинематографии Белорусской ССР в 1946 году[19].
5. ↑  Согласно Биофильмографическому справочнику «Создатели фронтовой кинолетописи» А. Дерябина (2016) и материалам из монографии В. Фомина «Плачьте, но снимайте!» (2018) год смерти Юлиана Довнера — 1974[4][18].